# Renault PN
Le Renault PN est un châssis d'autobus construit par Renault et SCEMIA, le premier autobus produit en série par le constructeur français Renault durant l'entre-deux-guerres.

## Histoire

### Origines
À la fin des années 1920, Renault en partenariat avec SCEMIA projette un nouveau type de châssis surbaissé pour autobus selon les développements de l'époque tant pour en maximiser l'accessibilité, le confort, la stabilité et la sécurité (en abaissant le centre de gravité). Ce projet aboutit à la réalisation de deux châssis, les Renault PN et PY qui partagent la plupart de leurs organes mais se démarquent sur l'aménagement du châssis : le PN a une conception de style cabine à capot court, il est prévu pour être équipé d'une plateforme surbaissée à l'arrière et le poste de conduite est placé au dessus du moteur tandis que le châssis PY de conception à capot long est conçu avec un poste de conduite placé après l'essieu avant sans possibilité de plateforme arrière.

### À la STCRP
En 1925, la Société des transports en commun de la région parisienne (STCRP) passe commande à Renault de 370 châssis PN, 337 sont livrés à partir de 1926 à celle-ci qui réalise la carrosserie ne comprenant qu'un accès au véhicule par la plateforme arrière pour le service à deux agents (conducteur et receveur). Le véhicule tout équipé fait 8,19 mètres de long, 2,38 mètres de large, 2,88 mètres de haut et pèse 5,6 tonnes à vide pour une vitesse maximale de 60 km/h.Les premiers châssis sont livrés avec de simples bandages, remplacés par la suite par des pneumatiques. Il emporte au total 39 passagers.
Les modèles PN devaient être réformés en 1940 mais ils ne purent rouler pendant l’occupation allemande. Seulement une cinquantaine reprendront du service en 1945 avant d’être retirés du service en 1950.

## Caractéristiques

### Caractéristiques générales
- Type de châssis : 2 longerons type échelle ;
- Type de motorisation : moteur AV, propulsion AR ;
- Empattement : 4 380 mm ;
- Suspension : ressorts à lames droits longitudinaux.

### Motorisation
Commun au PN et PY : essence, Renault à 4 cylindres en ligne à tête plate de 5,03 litres, d'une puissance allant de 30 ch (22 kW) à 1.000 tr/min (régime économique) à 45 ch (33 kW) à 1.500 tr/min (puissance maximale). Le radiateur est situé derrière le moteur. Le moteur est disposé longitudinalement au centre dans le porte-à-faux avant.
Le moteur est associé à une boîte de vitesses manuelle à 4 rapports. Les premiers véhicules livrés ont un embrayage à cône, tandis que les modèles ultérieurs intègrent un embrayage à disque.
Il n'était pas exempt de défauts comme en premier lieu un refroidissement insuffisant et un graissage délicat.

### Freinage
- Freins à tambours.

## Production
| Illustration | Réseau - Compagnie | Carrosserie | Nombre | Numéros | Livraison |
| ------------ | ------------------ | ----------- | ------ | ------- | --------- |
|              | Paris - STCRP      | STCRP       | 337    |         |           |

## Matériel préservé
| Institution | Réseau d'origine | Numéro |
| ----------- | ---------------- | ------ |
| AMTUIR      | Paris - STCRP    | 1347   |